# Skirts Ahoy!
Skirts Ahoy! (Eva na Marinha, no Brasil) é um filme musical da MGM de 1952, dirigido por Sidney Lanfield e estrelado por Esther Williams, Vivian Blaine e Joan Evans. 

## Sinopse
Três jovens mulheres, amigas de longa data, inscrevem-se para estudar em uma base naval da Marinha dos Estados Unidos. O objetivo era crescer profissionalmente e trilhar uma carreira. O grande problema, porém, não foi os terríveis exercícios, mas sim a vida amorosa delas, que rapidamente ficaram apaixonadas.

## Elenco
- Esther Williams ...Whitney Young
- Joan Evans ...Mary Kate Yarbrough
- Vivian Blaine ...Una Yancy
- Barry Sullivan ...Lt. Cmdr. Paul Elcott
- Keefe Brasselle ... Dick Hallson
- Billy Eckstine  ... ele mesmo
- Dean Miller  ... Archie O'Conovan
- The DeMarco Sisters  ... as irmãs Williams
- Juanita Moore  ... Membro da equipe Black Drill

## Recepção
O crítico do site "75 Anos de Cinema" escreveu sobre o filme: "a fotografia em tecnicólor e os números musicais são de boa qualidade, dentre os quais destaco a participação de Debbie Reynolds e Bobby Van em "Oh by Jingo".  Merecem também atenção as participações de Billy Ekstine e das The DeMarco Sisters. Quanto à Esther Williams, o filme lhe dá poucas oportunidades para mostrar seu talento na água mas, de qualquer forma, ela canta e não faz feio como atriz".